# Motor Fiat SOHC
El motor Fiat SOHC, también conocido como motor monoálbero Fiat o motor Tipo, identifica una familia de motores para uso automotriz producidos por el Grupo FIAT desde 1969 hasta 2010.
Inicialmente diseñado por Aurelio Lampredi, padre del motor Fiat Twin Cam, para equipar al Fiat 128, se actualizó constantemente a lo largo de los años desde su cilindrada original de 1116 cm³ originales hasta los 1839 cm³ en el Fiat Linea. Fue reemplazado inicialmente en las cilindradas menores por la familia de motores FIRE, y posteriormente por las familias de motores modulares Pratola Serra y E.torq. El motor V6 utilizado en el Fiat 130 (lanzado también en 1969), si bien tiene un diseño de culatas de flujo cruzado (a diferencia del motor SOHC, que tiene flujo invertido) guarda muchas similitudes con este último, aumentando diámetro y carrera de cilindros en un factor de 1.20.

## Historia
El motor fue concebido por Lampredi durante la construcción del Fiat 128, para lo cual el grupo de Turín necesitaba un motor que se montara transversalmente para satisfacer las demandas del diseñador Dante Giacosa con respecto a la construcción del primer Fiat de tracción delantera. Una característica inusual fue la construcción de la unidad de transmisión del motor con la caja de cambios montada lateralmente que el motor y utilizando ejes de tracción de distinta longitud, una solución utilizada anteriormente solo en Autobianchi Primula y que hoy es norma en todos los motores dispuestos transversalmente (el Mini tenía la caja de velocidades en línea con el cárter motor). Esta solución permitió a Fiat montar centralmente el motor en su modelo X1 / 9 con tracción trasera. Innovador para su época fue asimismo el sistema de refrigeración asistido por un ventilador eléctrico, en reemplazo de los sistemas movidos directamente por el motor. 
El primer modelo en montar el nuevo motor fue el 128 con 1.100 cm³, seguido en 1972 por el Fiat X1/9 que aprovechó una versión con una capacidad de motor aumentada a 1.300 cm³ (este es el 1.290 cm³ que hizo su debut en el Fiat 128 Sport Coupé en 1971, en una versión más fuerte del 1.290 desarrollado para el 128 Rally, también desde 1971).
Dado el éxito de los automóviles equipados con el Fiat SOHC y el buen rendimiento general del motor (aunque, obviamente no al nivel del Fiat Twin Cam, más avanzado y complejo), Fiat decidió extender su uso a familia brasileña de 1.050 cm³ (también diseñado por Lampredi) sin afectar el segmento de mercado ocupado por el mencionado Twin Cam. Así fue que, a través de varias combinaciones y modificaciones en el diámetro y carrera, se obtuvieron 3 nuevos motores que oscilaron entre 1,301 y 1,498 cm³ y que, por lo tanto, constituyeron la segunda generación de la familia. Estos motores se adoptaron en los modelos Fiat Uno (primera serie) en las versiones de mayor rendimiento, en Fiat Ritmo y Regata, como un rango intermedio, mientras que en el Lancia Delta y Prisma tenían la tarea de representar los modelos de nivel de entrada. En paralelo, el Fiat SOHC fue dotado por primera vez de un sistema de sobrealimentación que se instalará en el Uno Turbo, tomando como base el bloque de 1.301 cm³.
La tercera generación vio la luz con la llegada del Fiat Tipo o, más generalmente, de la plataforma Tipo 2. Las nuevas generaciones de  automóviles, por razones obvias de mejora de la seguridad pasiva y de confort, trajeron consigo una mayor masa que en el pasado. Por lo tanto, era necesario "readaptar" los motores para no sufrir una disminución en el rendimiento y el consumo, por lo que se concibieron dos nuevas cilindradas: 1.372 cm³ (1.4) y 1.581 cm³ (1.6). Estas dos variantes en particular, fueron muy utilizadas por Fiat en Argentina (SEVEL en aquel momento) para su línea de productos, es por ello que este motor se lo conoce también como motor Tipo. Después de unos años, debido al advenimiento de los estándares Euro 1 contra la contaminación del aire, se abandona la alimentación por carburador para adoptar la inyección electrónica y el catalizador obligatorio, modificaciones que causan una ligera pérdida de potencia. Aquí también, se adopta el turbocompresor, esta vez combinado con el 1.4 y que primero reemplazará al motor Uno Turbo y luego será adoptado por el Punto GT. Paralelamente, el 1.6 primero adquiere la inyección multipunto (MPI) en lugar del Singlepoint (SPI) que lo lleva de 75 HP a 90 HP, y posteriormente se diseña una culata de cilindros de doble árbol y 16 válvulas, esta versión se llamó "Torque" de los técnicos de Fiat por su capacidad de expresar el 90% del par máximo ya a 2500 rpm. Fue utilizada en las versiones tope de gama de los Fiat Palio y Siena en Sudamérica.
En 1993, con el advenimiento de regulaciones más estrictas en materia de emisiones contaminantes, el Fiat SOHC comienza a ser reemplazado paulatinamente, de hecho la variante de 1.372 cm³ en la configuración aspirada es reemplazada por el 1.4 12v Pratola Serra y el 1.2 16v FIRE, quedando únicamente la versión turbo para el Punto GT. Esta cubicación dejará de producirse junto con la primera generación de Fiat Punto.
La versión de 1.581 cm³ en cambio, fue mantenida en producción dado que los motores FIRE aún no podían entregar un par comparable al "Torque", mientras que el Pratola Serra 1.6 (1,598 cm³) era más costoso de producir y por lo tanto, estaba reservado solo para los modelos Alfa Romeo equipados con el cabezal Twin Spark. La empresa con sede en Turín, al no tener los recursos financieros inmediatos para producir un nuevo motor, decidió mantener el antiguo Fiat SOHC vigente hasta la llegada de las normas de contaminación Euro 3, donde si bien se efectuó un ligero aumento en la cilindrada (1,596 cm³) para compensar la pérdida de rendimiento, condujo a un mayor empeoramiento en el consumo. En ese momento, a principios de la década de 2000, el grupo Fiat ya tenía lista la familia de motores T-Jet, además del acuerdo de colaboración para la provisión de motores General Motors, por lo que se decidió mantener únicamente el "Torque", reemplazando el resto de las variantes.
La última versión de los motores Fiat SOHC de 1969 fue el 1.9 16v producido en Brasil para el Fiat Linea de 2008 a 2010. Este motor fue diseñado para funcionar con gasolina o etanol y era capaz de entregar una potencia de 130 o 132 HP, dependiendo del combustible. Fue reemplazado en 2010 por el 1.8 16v E.torq en todos los mercados, decretando el final de la producción de Fiat SOHC.

## Diseño y producción

### Generalidades
Una característica destacada del motor Fiat SOHC fue su diseño de carrera corta, una elección técnica que permitía el uso de válvulas con un diámetro mayor que la competencia por la misma cilindrada y, debido a la conformación natural de los motores súper cuadrados, permitía reducir la inercia y, por lo tanto, alcanzar velocidades de rotación particularmente altas. 
A pesar de las numerosas versiones del motor, es posible rastrear todas las cilindradas dado que los valores de diámetro y carrera se han mantenido constantes en el tiempo. Los motores de primera generación fueron los únicos que usaron un diámetro de 80 y 86 mm, en las generaciones posteriores siempre se han usado combinaciones de diámetro entre 80.5 y 86.4 mm, mientras que la carrera podría haber sido de 63.9, 67.4 o 78.4 mm. La única peculiaridad son los 1.302 cm³ identificados por el diámetro mayor y la carrera más pequeña de los motores SOHC. Tenga en cuenta las discrepancias estructurales entre 1.301 cm³ y 1.302 cm³, totalmente diferentes y utilizadas respectivamente solo en la versión turboalimentada y aspirada, aunque Fiat las presentó y vendió como motores con una cilindrada de 1.301 cm³
| Carrera (mm) | Diámetro(mm) | Diámetro(mm) | Diámetro(mm) | Diámetro(mm) |
| Carrera (mm) | 80           | 80.5         | 86           | 86.4         |
| ------------ | ------------ | ------------ | ------------ | ------------ |
| 55.5         | 1116         | 1130         | 1290         | 1302         |
| 63.9         | 1285         | 1301         | 1485         | 1499         |
| 67.4         | 1355         | 1372         | 1566         | 1581         |
| 78.4         | 1576         | 1596         | 1822         | 1839         |

| Color         | Color |
| ------------- | ----- |
| 1ª Generación |       |
| 2ª Generación |       |
| 3ª Generación |       |

| Código de Motor | Diámetro (mm) | Carrera (mm) | Cilindrada (cm³) | Año de producción | Potencia (CV) | Aplicaciones                                          |
| --------------- | ------------- | ------------ | ---------------- | ----------------- | ------------- | ----------------------------------------------------- |
| 128.A.000       | 80            | 55.5         | 1116             | 1969 - 1982       | 55-65         | Fiat 128                                              |
| 128.A1.000      | 86            | 55.5         | 1290             | 1971 - 1978       | 75-85         | Fiat 128 Rally, Fiat 128 Sport                        |
| 128.AS.000      | 86            | 55.5         | 1290             | 1972 - 1978       | 75            | Fiat X1/9 1.3                                         |
| 138.A.000       | 80            | 55.5         | 1116             | 1978 - 1985       | 60            | Fiat Ritmo 60                                         |
| 138.A1.000      | 86.4          | 55.5         | 1302             | 1978 - 1982       | 65-75         | Fiat Ritmo 65, Lancia Delta 1.3                       |
| 138.A2.000      | 86.4          | 63.9         | 1499             | 1978 - 1982       | 75            | Fiat X1/9 1.5, Fiat Ritmo 75                          |
| 138.A3.000      | 86.4          | 55.5         | 1302             | 1982              | 75            | Fiat Ritmo S75                                        |
| 138.A4.000      | 86.4          | 63.9         | 1499             | 1980 - 1985       | 85            | Fiat X1/9 1.5, Fiat Ritmo S85                         |
| 138.A5.000      | 86.4          | 55.5         | 1302             | 1982 - 1989       | 78            | Lancia Delta 1.3, Lancia Prisma 1.3                   |
| 138.B.000       | 80            | 55.5         | 1116             | 1983 - 1985       | 55            | Fiat Uno 55                                           |
| 138.B1.000      | 80            | 55.5         | 1116             | 1982 - 1988       | 55            | Fiat Ritmo 60 Mk II                                   |
| 138.B2.000      | 86.4          | 55.5         | 1302             | 1983 - 1990       | 68-65         | Fiat Regata 70                                        |
| 138.B3.000      | 86.4          | 63.9         | 1499             | 1982 - 1989       | 79-85         | Fiat Regata 85S, Lancia Prisma 1.5                    |
| 146.A4.048      | 80            | 55.5         | 1116             | 1985 - 1989       | 58            | Fiat Uno 60                                           |
| 146.A2.000      | 80.5          | 63.9         | 1301             | 1985 - 1989       | 105           | Fiat Uno Turbo Mk I                                   |
| 146.A2.146      | 80.5          | 63.9         | 1301             | 1987 - 1989       | 100           | Fiat Uno Turbo Mk I (cat)                             |
| 146.A2.246      | 80.5          | 63.9         | 1301             | 1989 - 1991       | 101           | Fiat Uno Turbo Mk II Europa (cat)                     |
| 146.A8.000      | 80.5          | 67.4         | 1372             | 1989 - 1994       | 118           | Fiat Uno Turbo Mk II                                  |
| 146.A8.046      | 80.5          | 67.4         | 1372             | 1989 - 1993       | 114           | Fiat Uno Turbo Mk II (cat)                            |
| 146.C1.000      | 80.5          | 67.4         | 1372             | 1989 - 1993       | 72            | Fiat Uno Mk II 1.5 i.e./70 i.e.                       |
| 149.A7.000      | 86.4          | 55.5;        | 1302             | 1983 - 1989       | 65            | Fiat Uno 70                                           |
| 149.C1.000      | 86.4          | 63.9         | 1499             | 1988 - 1989       | 75            | Fiat Uno 75 i.e. (cat)                                |
| 159.A2.000      | 80.5          | 67.4         | 1372             | 1988 - 1993       | 71-78         | Fiat Tipo/Tempra 1.4 (Carb)                           |
| 159.A3.000      | 86.4          | 67.4         | 1581             | 1990 - 1993       | 86            | Fiat Tipo/Tempra 1.6 (Carb)                           |
| 159.B9.000      | 86.4          | 67.4         | 1581             | 1994 - 1996       | 90            | Fiat Tempra 1.6 i.e. (MPI)                            |
| 160.A1.000      | 80.5          | 67.4         | 1372             | 1991 - 1999       | 71-69         | Fiat Tipo/Tempra 1.4 i.e., Fiat Fiorino               |
| 160.A1.046      | 80.5          | 67.4         | 1372             | 1992 - 1993       | 69            | Fiat Uno Mk II Selecta                                |
| 160.A2.000      | 86.4          | 67.4         | 1581             | 1988 - 1990       | 81            | Fiat Tipo/Tempra 1.6 (Carb)                           |
| 835.C1.000      | 86.4          | 67.4         | 1581             | 1991 - 1999       | 75-78         | Fiat Tipo/Tempra 1.6 i.e., Fiat Fiorino               |
| 176.A4.000      | 80.5          | 67.4         | 1372             | 1993 - 1997       | 136           | Fiat Punto GT (GT1)                                   |
| 176.A4.000      | 80.5          | 67.4         | 1372             | 1993 - 1997       | 133           | Fiat Punto GT (GT2)                                   |
| 176.B6.000      | 80.5          | 67.4         | 1372             | 1997 - 1999       | 130           | Fiat Punto GT (GT3)                                   |
| 176.A9.000      | 86.4          | 67.4         | 1581             | 1993 - 1997       | 88            | Fiat Punto 90, Fiat Punto Cabrio                      |
| 835.C1.000      | 86.4          | 67.4         | 1581             | 1989 - 1994       | 75-78         | Lancia Dedra, Lancia Delta II                         |
| 835.A1.046      | 86.4          | 67.4         | 1581             | 1989 - 1994       | 75-78         | Lancia Dedra, Lancia Delta II                         |
| 835.A1.000      | 86.4          | 67.4         | 1581             | 1995 - 1997       | 90            | Lancia Dedra, Lancia Delta II                         |
| 182.A4.000      | 86.4          | 67.4         | 1581             | 1995 - 2000       | 103           | Bravo/Brava/Marea/Multipla/Palio/Dedra/Delta II/Lybra |
| 182.B6.000      | 80.5          | 78.4         | 1596             | 2000 - 2005       | 103           | Bravo/Brava/Marea/Multipla/Stilo/Palio/Doblò/Lybra    |
| 310 A3.011      | 86.4          | 78.4         | 1839             | 2008 - 2010       | 132           | Fiat Linea                                            |

### Sistemas de Alimentación
Durante su ciclo de producción, el modo de alimentación de combustible se actualizó repetidamente, desde el carburador de un solo cuerpo de los primeros modelos hasta el doble cuerpo de los modelos con vocaciones más deportivas como el X1 / 9, para luego ser reemplazado por inyección electrónica. El primer sistema de inyección utilizado consistía en una cámara de presión cilíndrica colocada en la parte superior paralela al motor, donde se aspiraba el aire en cantidades proporcionales a la apertura del cuerpo del acelerador y luego se transportaba a las diversas cámaras de combustión a través de conductos individuales para cada cilindro. Con la llegada de la tercera generación de motores y el endurecimiento de los límites de emisiones nocivas, la inyección de un solo punto también se adoptó en Europa. A fines de la década de 1980, pequeños cambios llevaron la cámara de presión a una forma más cuadrada, mientras que a mediados de la década de 1990, la inyección multipunto llegó como el último método de alimentación.

### Distribución
| Perfil      | Duración (grados) | Cruce (grados) | Alzada (mm) | Huelgo (mm) Admisión/Escape | Aplicación                           |
| ----------- | ----------------- | -------------- | ----------- | --------------------------- | ------------------------------------ |
| 12/52-52/12 | 244               | 24             | -           | -                           | 1.1 L 128 - Europa                   |
| 10/54-54/10 | 244               | 20             | -           | -                           | 1.1 L 128 - Norteamérica             |
| 24/68-68/24 | 272               | 48             | 9.85        | -                           | 128 Rally                            |
| 24/68-68/24 | 272               | 48             | 9.85        | -                           | 1300 X1/9 - Europa                   |
| 10/54-54/10 | 244               | 20             | -           | -                           | 1300 X1/9 - Norteamérica             |
| 12/52-52/12 | 244               | 24             | -           | -                           | 1300 X1/9 - Australia                |
| 24/68-68/24 | 272               | 48             | 9.9         | -                           | 1500 X1/9 - Europa (carburador)      |
| 10/54-54/10 | 244               | 20             | -           | -                           | 1500 X1/9 - Norteamérica (inyección) |
| 10/54-54/10 | 244               | 20             | -           | -                           | 1500 X1/9 - Australia (carburador)   |
| 9/39-31/1   | 228-212           | 10             | 8           | -                           | 1.3 L Uno                            |
| 0/30-40/10  | 210-230           | 10             | 8           | -                           | 1.3 L Uno Turbo                      |
| 14/36-44/6  | 230               | 20             | 8.8         | -                           | 1.4 L Uno Turbo                      |
| 7/35-37/5   | 222               | 12             | 8.8         | 0.4/0.5                     | 1.6 Tipo                             |
| -           | 244               | -              | 9.2         | 0.4/0.5                     | 1.1/1.3 "DMB" Zastava - Europa       |
| -           | 256               | -              | 9.2         | -                           | 1.6 90hp i.e. Punto/Tempra/Dedra     |

## Aplicaciones

### Fiat
- Fiat 128: 1969-1985
- Fiat X1/9: 1972-1989
- Fiat Ritmo: 1978-1988
- Fiat Uno: 1983-1993
- Fiat Regata: 1983-1990
- Fiat Tipo: 1988-1995
- Fiat Tempra: 1990-1997
- Fiat Fiorino: 1993-2000
- Fiat Punto Mk I: 1993-1999
- Fiat Bravo/Brava: 1995-2001
- Fiat Marea: 1996-2003
- Fiat Palio: 1996-2004
- Fiat Multipla: 1998-2010
- Fiat Strada: 1999-2006
- Fiat Stilo: 2001-2005
- Fiat Doblò: 2002-2009

### Lancia
- Lancia Delta: 1979-1993
- Lancia Prisma: 1982-1989
- Lancia Dedra: 1989-1999
- Lancia Delta II: 1993-1999
- Lancia Lybra: 1998-2005

### Zastava
- Yugo 55
- Yugo 60
- Yugo 65
- Zastava 101
- Zastava 128
- Zastava Florida

### Tofaş
- Tofaş Şahin/Doğan/Kartal: 1992-2002

- Datos: Q5446315
- Multimedia: Fiat 128 SOHC engine / Q5446315